# Boris Kutin

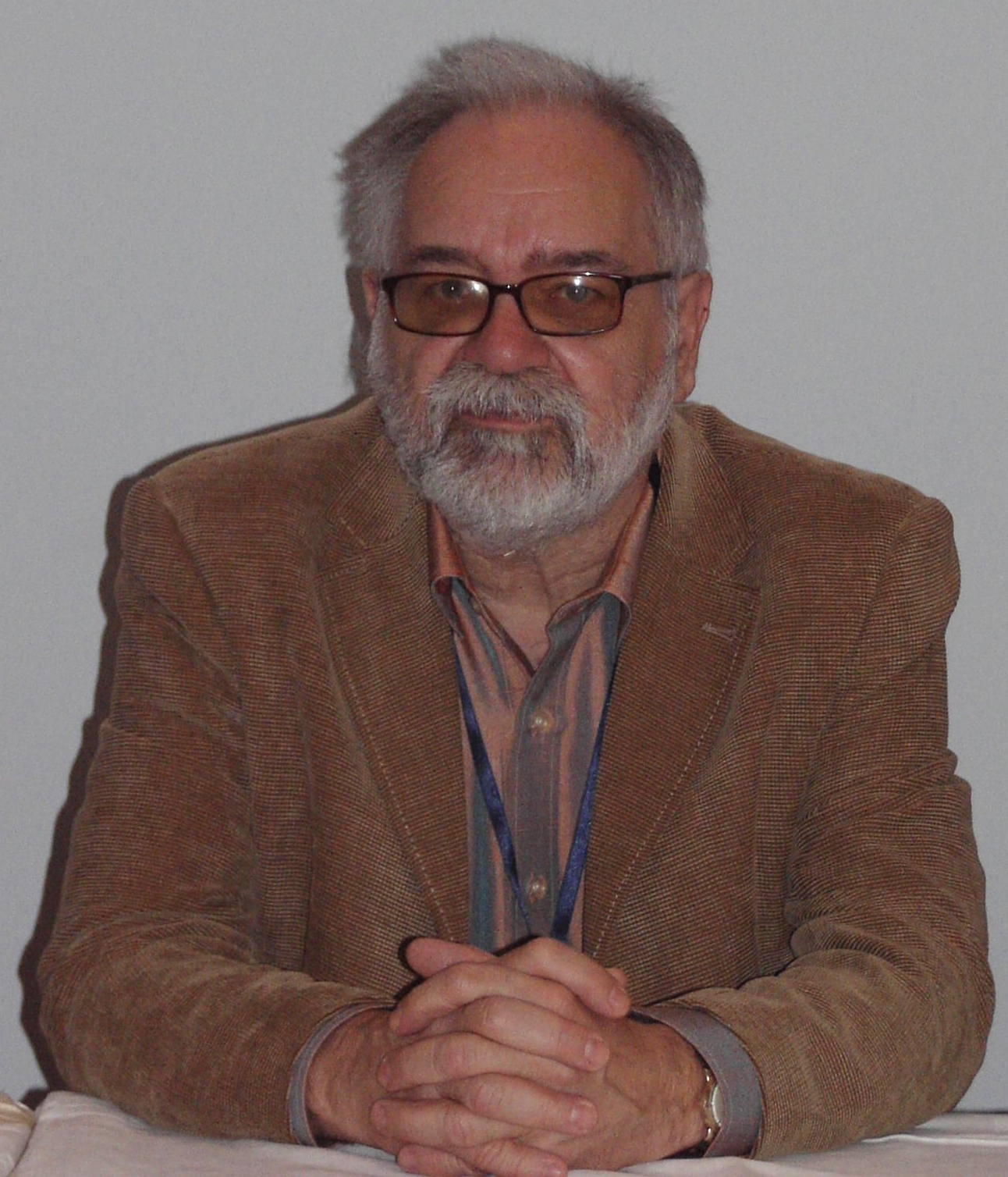
Boris Kutin

Boris Kutin (* 21. Juli 1947 in Ljubljana) ist ein slowenischer Schachspieler und -funktionär. Bekannt wurde er durch seine führende Rolle in der Europäischen Schachunion ECU.

## Karriere als Spieler
Boris Kutin ist inzwischen kaum noch aktiv als Schachspieler. Gelegentlich nimmt er an Blitz-Turnieren mit stark begrenzter Bedenkzeit teil. Kutin konnte in seiner Karriere keinen offiziellen FIDE-Titel erringen.

## Karriere als Funktionär
Boris Kutin war von 1998 bis 2010 Generalsekretär der Europäischen Schachunion. Als solcher übernahm er das Tagesgeschäft der Organisation und unterstand direkt dem Vorstand. Gemeinsam mit Kurt Jungwirth war er der am längsten amtierende Generalsekretär der 1985 gegründeten Schachunion.
Außerdem war Kutin bei der Schacholympiade 2002 in der Stadt Bled in seinem Heimatland Slowenien Turnierdirektor.